# Будочки
Будочки (рос. Будочки) — присілок в Дятьковському районі Брянської області Російської Федерації.
Населення становить 404 особи. Входить до складу муніципального утворення Бытошське міське поселення.

## Історія
Від 2005 року входить до складу муніципального утворення Бытошське міське поселення.

## Населення
| 2010 | 2013 |
| ---- | ---- |
| 377  | ↗404 |